# Tan Wangsong
Tang Wangsong (in cinese: 譚望嵩; Chengdu, 19 dicembre 1985) è un ex calciatore cinese, di ruolo difensore.

## Carriera

### Club
Ha giocato nella prima divisione cinese.

### Nazionale
Ha partecipato ai Mondiali Under-20 del 2005 ed ai Giochi Olimpici del 2008.

## Palmarès

### Club

#### Competizioni nazionali
- China League One: 1

Henan: 2013